# Nahirne, Sambir
Nahirne (în ucraineană Нагірне) este un sat în comuna Ralivka din raionul Sambir, regiunea Liov, Ucraina.

## Demografie
Componența lingvistică a localității Nahirne
     Ucraineană (98,01%)
     Alte limbi (0,27%)
Conform recensământului din 2001, majoritatea populației localității Nahirne era vorbitoare de ucraineană (98,01%), existând în minoritate și vorbitori de polonă (1,71%).